# Роб'яші
Роб'яші́ (рос. Робяши) — присілок у складі Шабалінського району Кіровської області, Росія. Входить до складу Ленінського міського поселення.
Населення становить 7 осіб (2010, 10 у 2002).
Національний склад станом на 2002 рік — росіяни 100 %.